# Zamfara
Zamfara is een Nigeriaanse staat. De hoofdstad is Gusau, de staat heeft 3.719.236 inwoners (2007) en een oppervlakte van 39.762 km².
Het gebied werd in 1976 onderdeel van de staat Niger. Sokoto, Kebbi en Zamfara werden aparte staten in 1991 en 1996.

## Lokale bestuurseenheden
Er zijn 14 lokale bestuurseenheden (Local Government Areas of LGA's). Elk LGA wordt bestuurd door een gekozen raad met aan het hoofd een democratisch gekozen voorzitter.
De lokale bestuurseenheden zijn:
| - Anka - Bakura - Birnin-Magaji/Kiyaw - Bukkuyum - Bungudu - Gummi - Gusau |  | - Kaura-Namoda - Maradun - Maru - Shinkafi - Talata-Mafara - Tsafe - Zurmi |

Abia · Adamawa · Akwa Ibom · Anambra · Bauchi · Bayelsa · Benue · Borno · Cross River · Delta · Ebonyi · Edo · Ekiti · Enugu · Gombe · Imo · Jigawa · Kaduna · Kano · Katsina · Kebbi · Kogi · Kwara · Lagos · Nassarawa · Niger · Ogun · Ondo · Osun · Oyo · Plateau · Rivers · Sokoto · Taraba · Yobe · Zamfara
Federaal district: Federal Capital Territory